# Érec et Énide
Erec e Enida (francês: Érec et Énide) é o primeiro romance de Chrétien de Troyes, completado por volta de 1170, consistindo de 7000 linhas escritas em francês antigo. O poema é o primeiro romance Arturiano conhecido em qualquer língua que não o galês Culhwch e Olwen, que provavelmente é anterior aos manuscritos existentes. Este trabalho conta a história de Erec, um dos cavaleiros do Rei Artur, e os conflitos entre amor e cavalaria que ele experimenta no seu casamento com Enida.